# 林风眠旧居
31°13′14″N 121°27′48″E / 31.22057°N 121.46325°E
林风眠旧居，是原林风眠的旧居。位于中国上海市黄浦区南昌路53号，为黄浦区文物保护单位。

## 历史
1951年，林风眠辞去杭州国立艺术专科学院教授之职后来上海定居，举家迁居南昌路53号。该宅位于复兴公园以北，坐南朝北，二层砖木结构，建筑面积115平方米。清水红砖外墙，方百叶窗。底层为客厅和厨房，客厅为画室，楼上分隔为大小二间，林风眠住小间，其妻子阿丽丝·华丹和女儿林蒂娜住大间。1955年，妻子带女儿、女婿出国，后定居巴西。当时林风眠因财务紧张，只得退租一半住房。1977年，以探亲为由离开上海，晚年寓居香港。
2009年6月5日，刘海粟旧居登录为卢湾区文物保护单位（后卢湾区并入黄浦区）。

## 相关
- 林风眠故居 (杭州)